# Dentro di me
Chansons représentant la Suisse au Concours Eurovision de la chanson
Mon cœur l'aime
(1996) Lass' ihn
(1998)
Dentro di me est la chanson représentant la Suisse au Concours Eurovision de la chanson 1997. Elle est interprétée par Barbara Berta.
La chanson est la septième de la soirée, suivant Zbudi se interprétée par Tanja Ribič pour la Slovénie et précédant Niemand heeft nog tijd interprétée par Mrs. Einstein pour les Pays-Bas.
À la fin des votes, la chanson obtient 5 points et se classe vingt-deuxième sur vingt-cinq participants.

## Source de la traduction
- (en) Cet article est partiellement ou en totalité issu de l’article de Wikipédia en anglais intitulé « Dentro di me » (voir la liste des auteurs).